# Шах-Дгар
Шах-Дгар (дарі/пушту/урду : شاہ دھر) — гора в Центральній Азії у горах Гіндукуш, висотою — 7038 метрів. Розташована на міжнародному кордоні між Афганістаном і Пакистаном..

## Географія
Вершина розташована у крайній північно-східній частині гір Гіндукуш, які лежать на захід від Гімалаїв та Каракорум і відділені від них верхньою долиною Інду, на кордоні провінцій Хайбер-Пахтунхва (Пакистан) — на півдні та Бадахшан (Афганістан) — на півночі, за 56 км на північний схід від гори Тірич-Мір (7708 м).
Абсолютна висота вершини 7038 метрів над рівнем моря. Відносна висота — 1562 м. За цим показником вона займає 12-те місце у горах Гіндукуш. Найвище сідло вершини, по якому вимірюється її відносна висота, має висоту 5476 м над рівнем моря. Топографічна ізоляція вершини відносно найближчої вищої гори Кохе-Ланґар (7070 м), одного з північних піків масиву Сарагхрар, становить 14,5 км.